# Pernand-Vergelesses
Pernand-Vergelesses är en kommun i departementet Côte-d'Or i regionen Bourgogne-Franche-Comté i östra Frankrike. Kommunen ligger i kantonen Beaune-Nord som tillhör arrondissementet Beaune. År 2022 hade Pernand-Vergelesses 240 invånare.

## Befolkningsutveckling
Antalet invånare i kommunen Pernand-Vergelesses
Referens:INSEE